# Lights (мини-альбом Джухона)
Lights (с англ. — «Огни»)— мини-альбом южнокорейского певца и рэпера, более известного, как участника хип-хоп бой-бэнда Monsta X Ли Дхухона.

## Предыстория
В 2015 году Ли Джухон дебютировал в качестве рэпера в южнокорейском хип-хоп бой-бэнде Monsta X. Он является основным рэпером и продюсером в группе. Начав карьеру айдола, он начал выпускать свои сольные релизы. Они представляли собой сингл-альбомы (в основном, состояли из двух песен) и не имели продвижения. Также выходили саундтреки к южнокорейкским дорамам с участием артиста и песни с другими исполнителями.
Начиная с 2018 года, Джухон начал выпускать микстейпы, первым полноценным релизом, включивший в себя 5 песен стал DWTD. У миктсейпа получилось попасть сразу в три чарта Billboard: В Heatseekers Albums на 22 место, World Albums на восьмое место, и заглавный трек «Red Carpet» на 16 место в World Digital Song Sales. В 2019 году сменил свой псевдоним с Jooheon на Joohoney для продвижения в англоязычной деятельности, а уже в 2020 был выпущен ещё один микстейп Psyche. У релиза не вышло попасть в чарты Billboard, но коммерческий успех был в чартах ITunes в различных странах. После этого, Джухон в основном начал продвигаться в Monsta X, и написал три заглавных трека для бой-бэнда: «Gambler», «Rush Hour» и «Love».

## Выпуск и продвижение
28 апреля несколько южнокорейских сми сообщили, что Джухон выпустит свой первый сольный мини-альбом в следующем месяце. Позже, это было подтверждено лейблом Starship Entertainment. Через два дня, 30 апреля на официальном YouTube-канале лейбла появилось видео, представляющее собой логотип рэпера для его дальнейшего сольного продвижения. 1 мая на лейбле уточнили точную дату выхода альбома, 22 мая 2023 года. Уже 4 мая, вышло рассписание к альбому, согласно которому 8 мая был выпущен трек-лист, 10 мая первая часть тизера «Turn of the „Lights“», 11 мая первая версия концепт-фото к альбому, 13 мая вторая и 15 мая третья версия, 17 мая был опубликована вторая часть тизера, а на следующий день тизер к музыкальному клипу «Freedom», а 21 мая превью альбома. Вместе с альбомом также была выпущена экранизация в виде клипа песни «Freedom». В этот же день, Джухон провёл прямую трансляцию Release Talk Live на YouTube-канале Monsta X, где он рассказывал про альбом. После релиза, певец начал продвигаться на корейских музыкальных шоу с заглавной песней. Но он не одержал победу ни на одной из них. Также, в социальной сети TikTok был запущен челлендж. Фанаты публиковали видео с хештегом «#FreedomChallenge», где они повторяли движения из хореографии трека «Freedom».

### Варианты изданий
Альбом вышел в цифровой дистрибуции 22 мая 2023 года. Для физических версий существует три версии концепт-фото.  В печати существует семь версий физических версий в виде CD, три стандартных версии альбома (включая много страничную фотокнигу), три сидибокса (или Jewel box) и одна KiT-версия.

## Содержание
Этот релиз является первым альбомом Джухона, до этого он выпускал лишь микстейпы. Несмотря на это, мини-альбом является многожанровым. Джухон принял участие в написании всех песен в альбоме. Открывающая композиция альбома «Hype Energy» начинается со звучания корейских инструментов, после чего становится более хип-хоп треком. Вторая песня «Voice» также более спокойна, но уже с присутсивем трэп-битов. Более споконый «Freedom» является заглавным треком, которым Джухон хотел выразить идею «взрыва и спокойствия». Следующая, четвёртая композиция альбома «Evolution» написана в жанре R&B, в ней певец хотел передать, что «размышление о себе — это то, как происходит настоящая „эволюция“». «Monologue» была записана совместно с G.Soul, в ней содержатся воспоминание о днях, когда Джухон был трейни. Написание альбома началось с закрывающей песни альбома «Don't Worry, Be Happy». По своему звучанию, трек является акустическим и содержит посыл: «несмотря на все жизненные трудности, светлое завтра нашей любви снова наступит».

## Приём

### Коммерческий успех
В первую неделю Lights попал на шестое место южнокорейского чарта Circle, было продано 73,720 копий. Заглавная композиция «Freedom» заняла 105 место в этом же чарте, а также получила «вирусную» популярность в TikTok. Количество просмотров видео с использованием хештега «#FreedomChallenge» превысило более 20 миллионов просмотров. Альбом также занял первое место в еженедельном чарте физических альбомов Hanteo.

### Реакция критиков
Эбби Эйткен из британского журнала о музыке Clash охарактеризовала Lights как альбом, который «представляет Джухона, как артиста» и «передаёт чувство близости и индивидуальности, которого не было ранее».

## Список композиций
| №                   | Название                         | Текст песни               | Музыка                  | Аранжировка         | Длительность |
| ------------------- | -------------------------------- | ------------------------- | ----------------------- | ------------------- | ------------ |
| 1.                  | «Hype Energy»                    | Ли Джухон Ye-Yo! BK       | Ли Джухон Ye-Yo! Laser  | Ли Джухон Ye-Yo!    | 2:25         |
| 2.                  | «Voice»                          | Ли Джухон Ye-Yo!          | Ли Джухон Ye-Yo!        | Ли Джухон Ye-Yo!    | 1:56         |
| 3.                  | «Freedom»                        | Ли Джухон Ye-Yo!          | Ли Джухон Ye-Yo!        | Ли Джухон Ye-Yo!    | 3:31         |
| 4.                  | «Evolution»                      | Ли Джухон Ye-Yo! Laser BK | Ли Джухон Ye-Yo! Laser  | Ли Джухон Ye-Yo!    | 2:16         |
| 5.                  | «Monologue» (совместно с G.Soul) | Ли Джухон Ye-Yo! G.Soul   | Ли Джухон Ye-Yo! G.Soul | Ли Джухон Ye-Yo!    | 3:06         |
| 6.                  | «Don't Worry, Be Happy»          | Ли Джухон Ye-Yo!          | Ли Джухон Ye-Yo!        | Ли Джухон Ye-Yo!    | 2:55         |
| Общая длительность: | Общая длительность:              | Общая длительность:       | Общая длительность:     | Общая длительность: | 16:12        |